# Elisabetta Vernier
Elisabetta Vernier (Cagliari, ...) è una scrittrice e traduttrice italiana attiva nel campo della fantascienza.

## Biografia
Ha vinto il Premio Italia 2004 con Clipart (Solid), il suo primo romanzo, e ha pubblicato numerosi racconti, tra cui I custodi del passato sull'antologia Donne al Futuro (Dario Flaccovio Ed.), Origami sull'antologia I nuovi mondi di Delos (Delos Books) e sulla storica rivista ungherese Galaktika, e La dura vita del webmaster di Dio sulla rivista Strane Storie e su MacWorld.
Giornalista pubblicista dal 2008 al 2013, ha collaborato a lungo con le riviste Robot e Delos Science Fiction e ha creato la Galleria di Fantaiku, una galleria pubblica sul web che ospita migliaia di minipoesie fantascientifiche e non. Nel 2005 ha curato l'antologia Fantaiku, una collezione di più di 280 haiku d'argomento fantastico di oltre 80 autori che scrivono sulla Galleria.
Insieme ad Angelica Tintori, nel 2006 ha curato il saggio Stargate SG-1 (Delos Books), la guida a una delle serie televisive di maggior successo degli ultimi anni, con cui ha vinto il Premio Italia 2005 nella categoria Miglior saggio in volume.
Con il nickname Eliver, insieme a S* (Silvio Sosio) da gennaio 2006 a marzo 2007 ha condotto Fantascienza.POD, il primo podcast italiano dedicato alla fantascienza letteraria, televisiva e cinematografica.
Dall'agosto 2006 ha iniziato a rendere disponibili in rete in podcast i capitoli del suo romanzo Clipart: oggi tutto l'audiolibro è pubblicato e scaricabile gratuitamente.
Nel 2007 ha creato il Delos BookClub, il primo circolo culturale italiano in Second Life, dedicato alla letteratura fantastica e all'arte.
Nel luglio 2008, Clipart viene pubblicato in Ungheria dall'editore Metropolis Media.
Ha un dottorato di ricerca in ingegneria e vive a Milano, dove lavora per una società multinazionale nel settore IT.
È sposata con Silvio Sosio.

## Opere
- Clipart, 2009, Delos Books, collana Odissea Fantascienza n. 33
- Embargo (racconto in Urania n.1544 - Mondadori) - marzo 2009
- Clipart, 2003, Solid, collana Fantascienza.com n. 4 (podcast)
- Stargate SG-1, 2005, Delos Books, collana I Telenauti n.1 (con Angelica Tintori)
- Fantaiku, 2005, Delos Books, collana Fantascienza.com n. 11
- La dura vita del Webmaster di Dio (racconto in Strane Storie n°5, 2001; anche in MacWorld Italia Fun, 2003) (leggi)
- I Custodi del Passato (racconto in Donne al Futuro, Dario Flaccovio Editore, Palermo, 2005)
- Hungry Light (racconto on line, in Delos n° 61, 2000) (leggi)
- Origami (racconto on line, in Delos n° 76, 2002; anche in I nuovi mondi di Delos, Delos Books, Milano, 2004) (leggi)
- Modding X-treme (racconto, in Kree n°6, SG1 Italy Fan Club, 2003)

## Traduzioni
- Angelo vendicatore (Angel of Vengeance) di Trevor O. Munson, Odissea Paranormal, Delos Books (Novembre 2012)
- Benvenuto nell’Olimpo, signor Hearst (Welcome to Olympus, Mr. Hearst) di Kage Baker, Odissea Fantascienza, Delos Books (Aprile 2007)
- Tutti i racconti - Vol 2 (The Collected Stories of Vernor Vinge) di Vernor Vinge, Editrice Nord (Marzo 2007) (et al.)
- Furto di identità (Identity Theft) di Robert J. Sawyer, Odissea Fantascienza n.12 , Delos Books (Ottobre 2006)
- Tutti i racconti - Vol 1 (The Collected Stories of Vernor Vinge) di Vernor Vinge, Editrice Nord (Ottobre 2006) (et al.)
- Festa d'inverno a Barrayar (Winterfair Gifts) di Lois McMaster Bujold, Odissea Fantascienza n.5 , Delos Books (Marzo 2006)
- Le libere amazzoni di Darkover (Free Amazons of Darkover) a cura di Marion Zimmer Bradley, Editrice Nord (Ottobre 2004) (et al.)
- Lo sciacallo di Nar (The Jackal of Nar) di John Marco, collana Nuova ET Fantasy, Fanucci Editore (Ottobre 2000)